# Wateraardbei
De wateraardbei (Comarum palustre, synoniem: Potentilla palustris) is een vaste plant uit de rozenfamilie (Rosaceae). De soort staat op de Nederlandse Rode lijst van planten als algemeen voorkomend maar sterk afgenomen. De wateraardbei komt voor in Europa, Siberië, Himalaya, Groenland en Noord-Amerika.
De plant wordt 30-90 cm hoog en heeft veervormig samengestelde bladeren. De bijna kale stengelbladeren zijn vijf- tot zeventallig en van onderen blauwachtig groen. De schutbladeren zijn drietallig. De plant heeft een kruipende, houtige wortelstok.
De wateraardbei bloeit in Nederland in juni en juli met donkerrode bloemen in losse, enkelvoudig gevorkte bijschermen. De kroonbladen zijn ongeveer evenlang als de zwartachtige roodbruine kelkbladen. De kelk is bij rijpheid verdikt. Een schijfvormige honingklier, die zich bevindt tussen de meeldraden en de bloembodem, scheidt tijdens de bloei nectar uit. Hierdoor worden vliegen, honingbijen en hommels gelokt, die zo voor de bestuiving zorgen.
De talrijke dopvruchtjes zijn glad en glanzend.

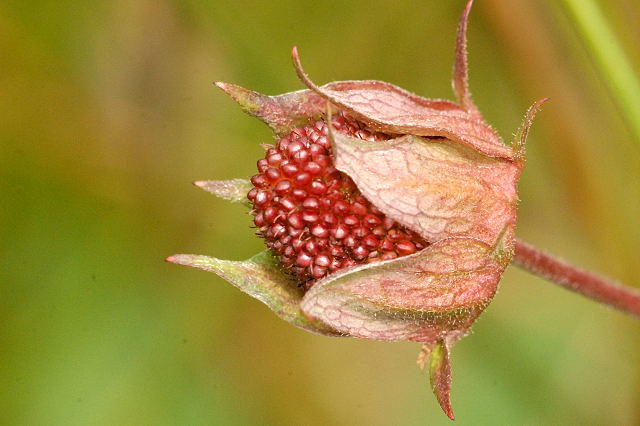
Vrucht

De plant komt voor in matig voedselarme venen en in tot 20 cm diep water van veenplassen, vennen, duinvalleien, nat grasland, spoorsloten en greppels.

## Gebruik
De wortelstok bevat zeer veel looistoffen en een rode kleurstof. Vroeger werd de wortelstok bij diarree en voor het looien en roodkleuren van stoffen gebruikt.